# Герцог Кембриджский
Герцог Кембриджский (англ. Duke of Cambridge) — британский герцогский титул, по названию города Кембридж, Англия. Титул вручается британским монархом, как правило, младшим членам британской королевской семьи. Передаётся по наследству после смерти обладателя старшему сыну, в случае отсутствия наследника — возвращается Короне. Раньше существовали также титулы «граф Кембридж» и «маркиз Кембридж».

## История титула
Впервые был пожалован умершему в детстве Карлу Стюарту (1660—1661), старшему сыну Якова, герцога Йоркского (позже ставшего королём Яковом II), хотя это и не было связано с фактическим созданием герцогства Кембриджского. В дальнейшем его носили ещё трое сыновей герцога Йоркского, также умершие в детстве.
Затем титул герцога Кембриджского был присвоен королевой Анной своему наследнику третьей очереди, принцу Георгу Августу Ганноверскому. После смерти Анны и вступления отца на престол в 1714 году он стал принцем Уэльским, а в 1727 году королём Георгом II, после чего титул герцога Кембриджского соединился с короной.
В 1801 году титулы герцога Кембриджского, графа Типперери и барона Куллодена были присвоены седьмому сыну Георга III принцу Адольфу Фредерику (1774—1850). После него герцогский титул унаследовал его единственный сын Георг (1819—1904). Он заключил тайный брак с актрисой Сарой Фербразер, не обратившись за одобрением к монарху, как то предусматривает Акт о королевских браках 1772 года. Поэтому Георг Кембриджский не мог передать герцогство своим сыновьям, и с его смертью род пресёкся.
29 апреля 2011 года королева Великобритании Елизавета II пожаловала своему внуку принцу Уильяму титулы герцога Кембриджского, графа Стратерна и барона Каррикфергюса в день его свадьбы с Кэтрин Миддлтон.

## Маркиз Кембриджский
Существовал также более низкий титул «маркиз Кембриджский» (англ. Marquess of Cambridge), присвоенный в 1917 году Георгом V герцогу Адольфу Текскому (1868—1927). Герцог Текский приходился племянником герцогу Георгу Кембриджскому и одновременно родным братом — жене Георга V королеве Марии; он поддерживал близкие отношения с британской королевской семьёй и с 1911 года носил титул высочества. После начала Первой мировой войны Адольф, происходивший по отцу из немецкого дома, остался верен Великобритании, а не Германии, и принял фамилию «Кембридж» (ср. принятые в порядке дегерманизации фамилии Виндзор, Маунтбэттен). Ту же фамилию получила и семья его младшего брата принца Александра Текского, которому был присвоен титул «граф Атлон».
После смерти Адольфа в 1927 году вторым маркизом Кембриджским стал его сын Георг (Джордж, 1895—1981). Он не оставил сыновей, и с его смертью маркизат прекратил существование.

## Герцоги Кембриджские
- 1660—1661: Чарльз Стюарт, герцог Кембриджский (22 октября 1660 — 5 мая 1661), старший сын Якова Стюарта, герцога Йоркского (1633—1701), будущего короля Англии Якова II, от первого брака с Анной Хайд (1637—1671).
- 1663—1667: Джеймс Стюарт, герцог Кембриджский (12 июля 1663 — 20 июня 1667), второй сын Якова Стюарта, герцога Йоркского (1633—1701), будущего короля Англии Якова II (1685—1688), от первого брака с Анной Хайд (1637—1671).
- 1667—1671: Эдгар Стюарт, герцог Кембриджский (14 сентября 1667 — 8 июня 1671), четвертый сын Якова Стюарта, герцога Йоркского (1633—1701), будущего короля Англии Якова II (1685—1688), от первого брака с Анной Хайд (1637—1671).
- 1677—1677: Чарльз Стюарт, герцог Кембриджский (7 ноября 1677 — 12 декабря 1677), старший сын Якова Стюарта, герцога Йоркского (1633—1701), будущего короля Англии Якова II (1685—1688), от второго брака с Марией Моденской (1658—1718).
- 1706—1727: Принц Георг Август Ганноверский (10 ноября 1683 — 25 октября 1760), единственный сын короля Великобритании Георга I Ганноверского (1660—1727) и Софии Доротеи Брауншвейг-Целльской (1666—1726). Будущий король Великобритании, курфюрст Ганновера и герцог Брауншвейг-Люнебургский (1727—1760)
- 1801—1850: Адольф Фредерик, герцог Кембриджский (24 февраля 1774 — 8 июля 1850), младший сын английского короля Георга III Ганноверского (1738—1820) и Шарлотты Мекленбург-Стрелицкой (1744—1818)
- 1850—1904: Георг, герцог Кембриджский (26 марта 1819 — 17 марта 1904), единственный сын Адольфа Фредерика, герцога Кембриджского (1774—1850), и Августы Гессен-Кассельской (1797—1889).
- 2011 — настоящее время: Уильям (род. 21 июня 1982), старший сын Карла III (род. 1948) и Дианы Спенсер (1961—1997), принц Уэльский с 2022, наследник британского престола.

## Линия преемственности
Поскольку нынешний носитель титула, принц Уильям (с 9 сентября 2022 года он носит титул принца Уэльского) является прямым наследником британского престола, его титул рано или поздно соединится с короной. Однако если он умрёт раньше отца, короля Карла III, то титул герцога Кембриджа со всеми вспомогательными титулами может унаследовать принц Джордж Уэльский (род. 22 июля 2013), сын принца Уильяма.